# Rouiou
Rouiou est un fonctionnaire nubien du début de la XVIIIe dynastie. Il est chef de Teh-khet et donc gouverneur d'une région de Basse-Nubie pour le compte de l'État égyptien. Au Nouvel Empire, les rois égyptiens ont conquis la Basse-Nubie. Pour s'assurer le contrôle de la nouvelle région, ils nomment des membres de l'élite locale comme gouverneurs. Teh-khet est une région nubienne qui s'étend sur Debeira et Serra. Les gouverneurs locaux y forment une famille, tandis que le gouverneur proprement dit porte le titre de chef de Teh-khet.

## Attestations
Rouiou est surtout connu par les monuments de ses enfants, et le seul monument connu commandé par Ruiu lui-même est une stèle achetée à Éléphantine dédiée à ses parents, son père Téti Djaouia et sa mère Ahhotep. La stèle se trouve aujourd'hui au musée Pouchkine de Moscou.
Sinon, Rouiou est surtout connu par les inscriptions de ses fils Djéhoutyhotep et Amenemhat. Ils deviennent également chefs de Teh-khet. Dans leurs inscriptions, ils mentionnent souvent qu'ils ont été engendrés par Rouiou<. Rouiou est le frère d'un certain fonctionnaire appelé Senmose qui a une chapelle funéraire décorée à Qubbet el-Hawa. Il est donc possible de reconstituer une famille de fonctionnaires locaux nubiens dont les membres de la famille se sont succédé sur trois générations.